# Гарибалди (Орегон)
Гарибалди (енгл. Garibaldi) град је у америчкој савезној држави Орегон.

## Демографија
По попису из 2010. године број становника је 779, што је 120 (-13,3%) становника мање него 2000. године.
| Група             | 2000.       | 2010.       |
| Белци             | 845 (94,0%) | 717 (92,0%) |
| Афроамериканци    | 0 (0,0%)    | 1 (0,1%)    |
| Азијати           | 6 (0,7%)    | 7 (0,9%)    |
| Хиспаноамериканци | 12 (1,3%)   | 27 (3,5%)   |
| Укупно            | 899         | 779         |